# Ӣ (слово ћирилице)
Ӣ ӣ: И са макроном (Ӣ ӣ; искошено: Ӣ ӣ) је писмо ћириличног писма. У таџичком језику представља наглашени блиски предњи незаокружени самогласник /и/ на крају речи. У килдин-самском језику на Кољском полуострву и мансијском језику у западном Сибиру представља дугачко /иː/.  У тим језицима дужина самогласника је карактеристична, а макрон означава дугачку верзију самогласника.
Ово слово се такође користи у Алеутима (берингов дијалект).[1]  То је шеснаесто слово модерног алеутског алфабета.  Изгледа слично кратком И. (Ј ј Ј ј)
Ӣ се такође користи мећу Алеутима ([Берингов дијалект|Берингов дијалект]).[1]  То је шеснаесто слово [модерне алеутске азбуке|Модерна алеутске азбука].  Изгледа слично Й й. (и краткој)
И са макроном се јавља и у бугарском и српском језику. У тим језицима, Ӣ представља дугачку [акцентована|Акценти] верзију [самогласника|Самогласник].
Користе се и за двосложни отклон по [старом словенском акценатском закону|Стари словенски акцентски закон], да постане лако да [акценатска|Акценти] [аналогија|Аналогија] прође у засебним речима, да постане [лексичка|Лексика].  пошто је [аналогија|Аналогија] пролазила кроз тросложне [окситоне|Окситон] са [тонским узорком|Тонски узрок].
Примјери:
•тетӣвà

## Рачунарски кодови
| Знак                      | Ӣ                                     | Ӣ                                     | ӣ                                   | ӣ                                   |
| ------------------------- | ------------------------------------- | ------------------------------------- | ----------------------------------- | ----------------------------------- |
| Назив у Уникоду           | CYRILLIC CAPITAL LETTER I WITH MACRON | CYRILLIC CAPITAL LETTER I WITH MACRON | CYRILLIC SMALL LETTER I WITH MACRON | CYRILLIC SMALL LETTER I WITH MACRON |
| Врста кодирања            | децимална                             | хексадецимална                        | децимална                           | хексадецимална                      |
| Уникод                    | 1250                                  | U+04E2                                | 1251                                | U+04E3                              |
| UTF-8                     | 211 162                               | D3 A2                                 | 211 163                             | D3 A3                               |
| Нумеричка референца знака | &#1250;                               | &#x4E2;                               | &#1251;                             | &#x4E3;                             |

## Слична слова
• И и : Ћириличко слово И
• I i : Латиничко слово
I
• I і : Ћириличко слово 
І
• Ї ї : Ћириличко слово 
Ї
• Ī ī : Латиничко слово Ī